# Žad
Žad je okrasni mineral, večinoma znan po svojih zelenih različicah, ki je izrazita značilnost v starodavni azijski umetnosti. Izraz žad se nanaša na dva različna minerala:
- Nefrit je vrsta s kalcijem, magnezijem in železom bogatih amfibolnih mineralov tremolita ali aktinolita. Srednji del te serije z vmesno sestavo se imenuje aktinolit (svilnasta vlaknasta mineralna oblika je ena oblika azbesta). Višja je vsebnost železa, bolj zelena je barva.
- Žadeit je je monoklinski alkalni piroksenski mineral, bogat z natrijem in aluminijem. Dragocena oblika žadeitovega žada je mikrokristalna medsebojna rast žadeitskih kristalov

## Etomologija
Beseda žad je izpeljana (prek francoske l'ejade in latinske ilije, 'bočna ledvena površina')  iz španskega izraza piedra de ijada (prvič zapisana leta 1565) ali 'ledvenega kamna', iz njegove utemeljene učinkovitosti pri utrjevanju bolezni ledvic in mednožja. Nefrit izhaja iz lapis nephriticus, latinskega prevoda španskega piedra de ijada. 

## Pregled

### Nefrit in žadeit
Nefrit in žad sta bila uporabljena že od prazgodovinskih obdobij za rezbarjenje. Žadeit ima približno isto trdoto kot kremen. Nefrit je rahlo mehkejši, a ostrejši (bolj odporen proti prelomu) kot žadeit. Do 19. stoletja je francoski mineralog Alexis Damour (1808-1902) ugotovil, da je "žad" dejansko dva različna minerala. 
Med prvimi znanimi predmeti iz žada, ki so bili izkopani iz prazgodovinskih mest, so preprosti okraski s kroglicami, gumbi in cevaste oblike. [3] Poleg tega je bil žad uporabljen za adze (rezalno orodje nekoliko podobno sekiri, ki sega v kameno dobo), nože in drugo orožje, ki se lahko čudovito oblikuje. Ker so postale na voljo kovinske tehnologije, je lepota žada postala dragocena za okraske in dekorativne predmete. Žadeit ima trdoto med 6,0 in 7,0 Mohsa, in nefrit med 6,0 in 6,5, tako da ga je mogoče obdelati s kremenčevim ali granatnim peskom in polirati z bambusom.

### Neobičajne različice
Nefrit najdemo v kremasto beli obliki (znan na Kitajskem kot 'maščobni žad'), pa tudi v različnih svetlo zelenih barvah, medtem ko žadeit kaže več barvnih različic, vključno z modro, rdečo, črno, temno zeleno, sivo in belo . Od obeh je žadeit redkejši, dokumentiran na manj kot 12 mestih po vsem svetu. Prosojni smaragdno zeleni žadeit je najbolj cenjena vrsta, tako zgodovinsko kot danes. Kot quetzal žad, svetlo zeleni žadeit iz Gvatemale je bil cenjen pri mezoameriških kulturah in kot 'vodomčev' žad je postala živo zelena kamnina iz Burme prednostni kamen kitajskih imperialnih učenjakov in vladarjev po 1800-ih. Burma (Mjanmar) in Gvatemala sta glavna vira sodobnega draguljarskega žadeita. Na območju Mogaunga v okrožju Myitkyin v Zgornjem Mjanmaru je žadeit oblikoval plast v temno zelenem serpentinu in je bil precej izkopan in izvažan že več kot sto let . Kanada zagotavlja glavni delež sodobnega lapidarnega nefrita. Nefritni žad se je večinoma uporabljal na Kitajskem pred letom 1800, kot tudi na Novi Zelandiji, na pacifiški obali in na atlantski obali Severne Amerike, neolitski Evropi in jugovzhodni Aziji. Poleg Mezoamerike so žadeit uporabljali tudi neolitska Japonska in evropske kulture.

## Zgodovina

### Kitajska
V času neolitika so bili ključni znani viri nefritnega žada na Kitajskem za uporabne in ceremonialne predmete zdaj osiromašena nahajališča na območju Ningshao v delti reke Jangce (kultura Liangzhu 3400-2250 pr. n. št.) in na območju provinci Liaoning in Notranji Mongoliji (kultura Hongshan 4700-2200 pr. n. št.)  Dušanski žad so kopali že leta 6000 pr. n. št. V ruševinah Yin dinastije Šang (1600 do 1050 pr. n. št.) v Anyangu so bili v grobnici Shang kraljev odkopani okraski dušanskega žada. Žad je bil uporabljen za ustvarjanje številnih uporabnih in ceremonialnih predmetov, od hišnih dekorativnih predmetov do žadastih pokopnih oblačil. Žad je veljal za »cesarski dragulj«. Od najzgodnejših kitajskih dinastij do sedanjosti, so bila najhitreje izkoriščena žadasta nahajališča ne le v Hotanu v zahodni kitajski provinci Xinjiang, ampak tudi drugih delih Kitajske, kot so Lantian, Shaanxi. Tam je bel in zelenkast nefritni žad v majhnih kamnolomih in kot prodniki in balvani v rekah, ki izvirajo iz pogorja Kuen-Lun in segajo proti vzhodu v puščavo Takla Makan. Zbirka rečnega žada je skoncentrirana v rekah Yarkand, Yurungkash (reka belega žada) in Karakash (reka črnega žada). Iz kraljestva Hotan, na južnem kraku Svilne ceste, je bil letni davek plemstva sestavljen iz najdragocenejšega belega žada za kitajski cesarski dvor in tam so ga obrtniki predelali v umetniške predmete, saj je žad imel statusno vrednost ki je presegala količino zlata ali srebra. Žad je postal priljubljen material za izdelavo predmetov kitajskih znanstvenikov, kot so nasloni za kaligrafske čopiče in ustniki nekaterih opijskih cevi, zaradi prepričanja, da bi dihanje skozi žad podaljšalo življenjsko dobo kadilcem, ki so uporabili takšno cev. 
Žadeit s svojo svetlo smaragdno zeleno, roza, barvo sivke, oranžno in rjavo barvo so uvozili iz Burme na Kitajsko šele po približno letu 1800. Živahna zelena vrsta je postala znana kot Feicui (翡翠) ali vodomčev žad. Hitro je postal skoraj tako priljubljen kot nefrit in najljubši dinastije Čing, medtem ko so znanstveniki še vedno močno navijali za nefrit (beli žadi ali Hotan), ki naj bi bil  simbol plemičev.
V zgodovini umetnosti kitajskega imperija je imel žad poseben pomen, primerljiv z zlatom in diamanti na zahodu. Žad je bil uporabljen za najboljše predmete in kultne figure ter za grobno pohištvo za visoke člane cesarske družine. Zaradi tega pomena in naraščajočega srednjega razreda na Kitajskem, je danes najboljši žad, ki ga najdemo v kepah žad »ovčje maščevje« - tako imenovan zaradi marmorirane bele konsistence - prodajan za 3000 dolarjev za unčo, desetkratno povečanje kot pred desetletjem. 
Kitajski znak 玉 (yù) se uporablja za označevanje več vrst kamnov, ki so v angleščini znani kot »žad« (npr. 玉器, žad), kot so žadeite (硬玉, 'trd žad', drugo ime za 翡翠) in nefrit (軟 玉, 'mehek žad'). Toda zaradi kulturne dodane vrednosti žada skozi celotno kitajsko zgodovino, se beseda na splošno nanaša na dragocene ali okrašene kamne  in je zelo pogosta v bolj simbolični uporabi kot v stavkih, kot so 拋磚引玉 / 抛砖引玉 (tj.. 'lastne besede govorca') da bi orisal žad (tj. 'biser modrosti od druge stranke), 玉容 (lep obraz; 'žadast obraz') in 玉立 (tanek in graciozen; 'žad stoji pokonci '). Znak ima podoben obseg pomenov, ko se pojavlja tako kot osnova kot del drugih znakov.

### Indija
Džainističen tempelj Kolanpak v okrožju Nalgonda, Andra Pradeš, Indija je dom visokega kipa Mahavira s petimi nogami (1,5 m), ki je v celoti izrezljan iz žada. To je največji kip iz enega kosa žada na svetu. Indija je tudi znana po svoji rokodelski tradiciji uporabe velikih količin zelenega serpentina ali lažnega žada, pridobljenega predvsem iz Afganistana, da bi se lahko ukvarjali z nakitom in okrasnimi predmeti, kot so ročaji mečev in nožev. 

### Koreja
Uporaba žada in drugih zelenih kamnov je bila dolgoročna tradicija v Koreji (približno 850 pr. n. št. — 668 n. št.). Žad najdemo v majhnem številu v zemljankah in grobnicah. Obrtna proizvodnja majhnih predmetov iz materialov, kot so žad, mikroklin, jaspis, itd. v Južni Koreji izvira iz obdobja srednje Mumun keramike (okoli 850-550 pr. n. št.). [12] Žad v obliki vejic najdemo na nekaterih zlatih kronah kraljeve rodbine Silla (približno 300 / 400-668 n. št.) in razkošnih elitnih pokopih korejskih treh kraljestev. Ko je država Silla leta 668 združila Korejski polotok, je razširjena popularizacija pokopov, povezanih z budizmom, povzročila upad uporabe žada pri pogrebih kot ugledu mrtvih.

### Jugovzhodna Azija
Danes se ocenjuje, da je Mjanmar izvor več kot 70 odstotkov svetovne ponudbe visokokakovostnega žadeita. Večina se ne uporablja doma, temveč se prevaža v druge države, predvsem azijske, za nakit in druge izdelke. Žadeit je v Kachinlandu, v severnih regijah Mjanmara, je najkakovostnejši na svetu, ki ga kot dragocenega Kitajci kupujejo že od 10. stoletja. Žadeit v Mjanmaru je predvsem v »Jade Tractu«, v kraju Lonkin v državi Kachin v severnem delu države, ki zajema aluvialno regijo reke Uyu med 25. in 26. vzporednikom. Današnje izkopavanje v tej regiji poteka na rudnikih Phakant-gyi, Maw Se Za, Tin Tin in Khansee. Khansee je tudi edini rudnik, ki proizvaja Maw Sit Sit vrsto žada. [3] Rudnika Tawmao in Hweka sta večinoma izčrpana. Od leta 1964 do leta 1981 je bilo rudarstvo izključno pod nadzorom vlade. Leta 1981, 1985 in 1995 so bili nekateri zakoni spremenjeni, da bi omogočili naraščanje zasebnega kapitala. Poleg tega območja so v sosednjem okrožju Sagaing, v bližini mest Nasibon in Natmaw in Hkamti, tudi pomembni rudniki.
Arheologi so odkrili dve obliki žada, ki jih najdemo preko Tajvana, Filipinov, vzhodne Malezije, osrednjega in južnega Vietnama ter celo v vzhodni Kambodži in na Tajskem polotoku. Ti dve obliki se imenujeta linling-o, uhan s tremi koničastimi obodnimi štrlinami in dvojnim živalskim ušesnim obeskom. Oblike so zelo podobne po velikosti in so približno 30-35 mm v premeru. Poleg tega so z radiokarbonsko datacijo ugotovili starost teh oblik od okoli 500 pr. n. št. do 500. n. št. . Mikroanaliza vzorca kaže, da je surovina teh dveh vrst artefaktov nefritni žad iz Tajvana, imenovan Fengtian nefrit. Dokazi, pridobljeni na več mestih iz Tajvana, Filipinov in jugovzhodne Azije kažejo, da je Tajvan glavni vir izmenjave te vrste žada. Med železno dobo jugovzhodne Azije so morda obrtniki potovali po območju in izdelovali žadaste okraske za prebivalce .

### Maori
Nefritni žad na Novi Zelandiji je znan kot pounamu v jeziku Māorov (pogosto imenovan greenstone na novozelandski angleščini) in igra pomembno vlogo v māorski kulturi. Je taonga ali 'zaklad' in je zato zaščiten s sporazumom iz Waitangija, njegovo izkoriščanje pa je omejeno in natančno nadzorovano. Najdemo ga le na južnem otoku Nove Zelandije, znanem kot Te Wai Pounamu v maorščini 'Zemlja zelene kamnine' ali Te Wahi Pounamu – 'Mesto zelenega kamna'.
Pounamu taonga se povečuje mana ('moč', 'učinkovitost', 'prestiž'), ko prehaja iz ene generacije v drugo. Najbolj cenjeni taonga so tisti z znano zgodovino mnogih generacij. Verjamejo, da imajo svojo lastno mana in ga pogosto dajejo kot darilo, da zapečatijo pomembne sporazume.
Orodje, orožje in okraski so bili izdelani iz žada; zlasti adzes (ročaj sekire), mere (kratko, široko lopatasto orožje v obliki solze) ter drugo orodje in hei-tiki (vratni obesek).  Nefritni nakit je zelo priljubljen pri domačini in turistih, čeprav so nekaj žada, ki ga uporabljajo za te izdelke, zdaj uvažajo iz Britanske Kolumbije in od drugod. 

### Kanada
Žad je v Kanadi prvič identificiral kitajski naseljenec leta 1886 v Britanski Kolumbiji. V tem času se je žal zdel brez vrednosti, ker so iskali zlato. Žad se ni tržil v Kanadi do 1970-ih let. Rudarstvo podjetja Loex James Ltd., ki sta ga ustanovila dva Kalifornijca, je leta 1972 začel komercialno rudarjenje kanadskega žada. 

#### Pridobivanje
Rudarstvo sestoji iz velikih balvanskih kamnin, ki vsebujejo bogate žile žada. Pridobivajo ga s pomočjo diamantnih žag, da izločijo vzorce. Na ta način zagotovijo, da žad ustreza zahtevam. Hidravlični trosilniki se nato vstavijo v cepilne točke v skalo, tako da se žad lahko razbije. Ko se odstrani balvan in je žad dostopen, se razdeli na bolj obvladljive 10-tonske kose z vodno hlajenimi diamantnimi žagami. Žad se nato natovori na tovornjake in prevaža v ustrezne skladiščne prostore. 

### Mezoamerika
Žad je bil redek in cenjen material v predkolumbovski Mezoameriki. Edini vir, iz katerega so lahko različne avtohtone kulture, kot sta Olmeki in Maji, dobili žad, je bil v dolini Motagua v Gvatemali. Žad je bil v veliki meri elitna dobrina in je bil običajno izrezljan na različne načine, služil kot medij, na katerega so vpisani hieroglifi ali oblikovani v simbolične figurice. Na splošno je bil material zelo simboličen in se je pogosto uporabljal pri izvedbi ideoloških praks in obredov.

## Okrepitev
Žad je lahko okrepljen (včasih imenovan "stabiliziran"). Nekateri trgovci bodo te oznake označili kot ocene, vendar se stopnja izboljšave razlikuje od barve in kakovosti teksture. Z drugimi besedami, žadeit tipa A ni izboljšan, vendar ima lahko slabo barvo in teksturo. Obstajajo trije glavni načini izboljšave, včasih pa se imenujejo tudi ABC Treatment System:
- Tip A ni bil obdelan na noben način, razen površinskega voska.
- Tip B vključuje izpostavljanje obetavnega, vendar obarvanega kosa žadeita kemičnemu beljenju in / ali kislini in ga impregniramo s čisto polimerno smolo. Rezultat tega je bistveno izboljšanje prozornosti in barve. Trenutno je infrardeča spektroskopija najbolj natančen test za detekcijo polimera v žadeitu.
- Tip C je umetno obarvan. Učinki so nekoliko neobvladljivi in lahko povzročijo dolgočasno rjavo. V vsakem primeru se prosojnost običajno izgubi.
- B + C žad je kombinacija: bil je impregniran in umetno obarvan.
- Tip D se nanaša na sestavljeni kamen, kot je dublet, ki vsebuje žad na vrhu na plastični podlagi.